# Тотров, Руслан Хадзыбатырович
Русла́н Хадзыба́тырович То́тров (осет. Тотраты Хадзыбатыры фырт Руслан; 28 сентября 1936, Орджоникидзе, Северо-Осетинская АО, Северо-Кавказский край, РСФСР, СССР — 7 мая 2015) — осетинский писатель, редактор, сценарист.

## Биография
Среднюю школу окончил в 1954 году в Рыльском районе Курской области. В том же году поступил в Московский технологический институт пищевой промышленности, окончил его в 1960 году. Вернувшись на родину, некоторое время работал механиком на Орджоникидзевском мелькомбинате. В 1961—1967 годах работал в НИИ электронных материалов (Орджоникидзе). В 1968 году окончил заочно Литературный институт им. М. Горького.
Произведения Тотрова «отражают глубинные закономерности осетинской национальной жизни».
Руслан Тотров — член Союза писателей СССР с 1976 года. В 1987 году был избран заместителем председателя правления Союза писателей Северной Осетии, а в 1989 году стал главным редактором вновь организованного журнала «Дарьял».
Занимался переводами осетинской прозы на русский язык.

## Фильмография

### Сценарист
- 1975 — Оглянись, найдёшь друзей
- 1977 — Семейная драма (короткометражный)
- 1982 — Мужское самолюбие